# Вуд-Рівер (Небраска)
Вуд-Рівер (англ. Wood River) — місто (англ. city) в США, в окрузі Голл штату Небраска. Населення — 1172 особи (2020).

## Географія
Вуд-Рівер розташований за координатами 40°49′15″ пн. ш. 98°36′1″ зх. д. / 40.82083° пн. ш. 98.60028° зх. д. (40.820759, -98.600351).  За даними Бюро перепису населення США в 2010 році місто мало площу 2,06 км², уся площа — суходіл.

## Демографія
Згідно з переписом 2010 року, у місті мешкало 1325 осіб у 478 домогосподарствах у складі 345 родин. Густота населення становила 644 особи/км².  Було 495 помешкань (241/км²).
Расовий склад населення:
| - 89,3 % — білих - 0,2 % — азіатів - 0,1 % — корінних американців - 9,6 % — осіб інших рас |

До двох чи більше рас належало 0,9 %. Частка іспаномовних становила 17,7 % від усіх жителів.
За віковим діапазоном населення розподілялося таким чином: 27,6 % — особи молодші 18 років, 53,8 % — особи у віці 18—64 років, 18,6 % — особи у віці 65 років та старші. Медіана віку мешканця становила 37,5 року. На 100 осіб жіночої статі у місті припадало 100,5 чоловіків;  на 100 жінок у віці від 18 років та старших — 95,3 чоловіків також старших 18 років.
Середній дохід на одне домашнє господарство  становив 60 288 доларів США (медіана — 58 289), а середній дохід на одну сім'ю — 65 724 долари (медіана — 63 438). Медіана доходів становила 42 364 долари для чоловіків та 31 667 доларів для жінок. За межею бідності перебувало 11,8 % осіб, у тому числі 15,3 % дітей у віці до 18 років та 9,3 % осіб у віці 65 років та старших.
Цивільне працевлаштоване населення становило 679 осіб. Основні галузі зайнятості: освіта, охорона здоров'я та соціальна допомога — 24,4 %, виробництво — 19,3 %, роздрібна торгівля — 16,1 %, будівництво — 15,2 %.